# Gilmar Carvalho
Gilmar José Fagundes de Carvalho (Itabaiana, 8 de março de 1961) é um político brasileiro. Em 2018, foi eleito deputado estadual de Sergipe pelo Partido Social Cristão (PSC) com 34 160 votos.
Histórico
Filho do Sr. José Oliveira de Carvalho e da Sra. Maria Tereza Carvalho. Casado com a Sra. Maria Anete de Jesus Carvalho, é pai de sete filhos: Douglas, Sayonara, Gilmara Deise, Lucas, Júnior, Neto e Vitória Cristina.
Radialista, bacharel em Direito, pós-graduando em Direito Civil e Processo Civil. Iniciou sua vida na comunicação na Rádio Princesa da Serra, de Itabaiana, no jornalismo e fazendo plantão esportivo.
Em junho de 1978 comandou na Rádio Princesa da Serra, o Chamada Geral, inaugurando programa de debates da emissora.Foi o primeiro diretor e comandou a Rádio Capital do Agreste.
Em 1991 inaugurou e comandou a Rádio Educadora de Frei Paulo, onde neste período também apresentava um programa na Rádio Itapicuru/BA aos sábados. Em março de 1995 seguiu para Aracaju para comandar a Rádio Jornal, TV Jornal Canal 13 e Jornal da Manhã.
Em 1996 foi diretor e comandou programa jornalístico na Rádio Liberdade e em 1998 retornou à Rádio Jornal. Em 2004, mais uma vez a frente de programa jornalístico, atuou na rádio FM Sergipe. Em 2007, na Ilha FM, esteve à frente do comando do Programa Jornal da Ilha.
Em junho de 2015, a convite do Sistema Atalaia de Comunicação, assumiu o comando do programa CIDADE ALERTA SERGIPE, e em outubro do mesmo ano foi convidado a comandar o programa FALA SERGIPE, na MIX FM, com os repórteres Douglas Magalhães e Marcos Couto, o produtor Edilson Souza e operador Marcos Lima.
Gilmar Carvalho tem atuado na vida pública desde o ano de 1998, estando no seu quarto mandato de Deputado Estadual.

#### Comissões permanentes – 19° Legislatura – 1º Biênio (Fev/2019 a Jan/2021)
Comissão de Energia e Comunicações: Vice-Presidente
Comissão de Constituição e Justiça: Membro

Comissão de Ciência, Tecnologia e Informática: Membro